# مود فورژه
مود فورژه (فرانسوی: Maud Forget‎؛ زادهٔ ۷ مهٔ ۱۹۸۲) هنرپیشه اهل فرانسه است.
از فیلم‌هایی که در آنها نقش داشته می‌توان به بد کمپانی اشاره کرد.